# SXf (Inschrift)
SXf ist die Bezeichnung einer Inschrift auf einem Siegel (S) von Xerxes I. (X). Sie wurde von der Wissenschaft mit einem Index (f) versehen. Die Inschrift liegt in altpersischer Sprache vor und wurde in Daskyleion gefunden.

## Inhalt
„Ich (bin) Xerxes, der König.“

## Beschreibung
Über 100 Abdrücke auf Ton stammen von einem einzigen königlichen Zylindersiegel aus der antiken Stadt Daskyleion, das den Namen von Xerxes I. trägt. Das Siegel mit der Inschrift SXf ist das meistgenutzte unter den ausgegrabenen mehr als 400 Siegelabdrücken. Die Inschrift selbst ist auf 30 Fragmenten vorhanden. Die altpersische Sprachversion ist in zwei Zeilen von oben nach unten angeordnet und auf dem Original in spiegelverkehrter Form geschrieben.
Die Tonklumpen (Bullae), auf denen die Siegelabdrücke überliefert sind, sind rund oder ellipsenförmig und etwa daumengroß. Auf der einen Seite tragen sie das Siegel und auf der anderen sind Markierungen von Papyrusfasern zu sehen, die auf Dokumente hinweisen, an denen die Siegel befestigt waren. Alle Siegel tragen verschiedene Stadien von Brandspuren. Das ist einerseits der Grund, warum sie erhalten sind. Auf der anderen Seite wurden durch den Brand alle übrigen Dokumente vernichtet, so dass nur die Siegel überliefert sind. Alle vollständigen Abdrücke und Fragmente befinden sich im Archäologischen Museum in Bandirma in der Türkei.

## Ikonographie
Ikonographen wie zum Beispiel Margaret Cool Root und Mark B. Garrison haben in den letzten Jahrzehnten Ansätze einer standardisierten Beschreibung von achämenidischen Darstellungen entwickelt. Die definierten Ausdrücke sind in der folgenden Beschreibung des Siegels mit der Inschrift SXg kursiv dargestellt.
Auf dem aus den Fragmenten zusammengestellten Siegel ist der königliche Held (royal hero) nach rechts gewandt. Er ist in der Persischen Hoftracht (Persian court robe) gekleidet und trägt eine gezahnte Krone (dentate crown). Er trägt einen Köcher (quiver) und einen Bogen (bow) auf dem Rücken, was ihn als königlichen Bogenschützen (royal archer) definiert. In der linken Hand hält er einen wilden Löwengreif (rampant lion-griffin) am gekrümmten Horn fest. In der rechten Hand hält er einen langen Dolch mit einer Klinge, den er unter der Dattelpalme (date palm) nach unten hält. Die Szene wird von einer Dattelpalme auf jeder Seite und der zweizeiligen Inschrift SXf eingerahmt.
Eines der häufigsten Themen in der achämenidischen Ikonographie ist die Kampfszene eines königlichen Helden gegen wilde Tiere oder Kreaturen. Das Thema erscheint sowohl in den architektonischen als auch in den kleinformatigen Kunstformen wie Münzen oder Siegel. Der königliche Held, meistens ausgestattet mit einer gezahnten Krone, trägt auf den monumentalen Darstellungen immer eine persische Hoftracht, während auf den kleinformatigen Siegelabdrücken von Persepolis der Held vielmals auch assyrische Kleidercharakteristika aufweist. Die persische Hoftracht wird in der als klassisch verstandenen achämenidischen Kunst durch eine dicke vertikale Mittelfalte im unteren Teil des Kleidungsstücks dargestellt, von der diagonale Falten wegführen. Der königliche Bogenschütze kommt in der achämenidischen Ikonographie sowohl aktiv als auch statisch in vielen Varianten vor. Er ist eine Referenz zur Fähigkeit der Jagd mit Pfeil und Bogen. Die Dattelpalme ist ein uraltes Symbol für Fruchtbarkeit und steht durch die übrigen Komponenten des Bilds ebenfalls in Verbindung zum König.

## Forschungsgeschichte
Bei den Ausgrabungen in Hisartepe 1954 unter der Leitung von Ekrem Akurgal wurden mehr als 400 vollständige und fragmentarische Siegelabdrücke gefunden. Eine Reihe davon stammen von den Achämeniden und sind der Beweis für das Zentrum des persischen Satrapen im Nordwesten von Kleinasien. Kemal Balkan veröffentlichte 1959 die ersten Siegelabdrücke mit persischen, babylonischen, aramäischen und griechischen Inschriften.
Nachdem die Ausgrabungen 1988 nach 37 Jahren Unterbruch unter der Leitung von Tomris Bakir wiederaufgenommen wurden, fand 1997 ein internationaler Workshop in Bandirma statt und 2002 wurden 185 verschiedene Siegelabdrücke in zwei Bänden von Deniz Kaptan veröffentlicht. Die Veröffentlichung bedeutet nach Margaret Cool Root einen „Meilenstein in der Forschung des Achämenidenreichs“ und reiht sich ein als „wichtige Ergänzung zu den jüngsten und in Kürze erscheinenden Veröffentlichungen von Siegelarchiven aus verschiedenen Gebieten des Reichs, die zusammen eine völlig neue Plattform für die Erforschung der Sozialgeschichte des Reiches bilden“.

## Rezeption
Die königlichen achämenidischen Siegel treten in mehr als der Hälfte der gefundenen Siegel in Daskyleion auf. Es handelt sich um vier verschiedene Siegelabdrücke mit den Inschriften SXf, SXg, SA1a und SA1b. Es ist offensichtlich, dass der Ort das Zentrum einer persischen Satrapie gewesen war und die autorisierten Personen die Siegel öfters benutzten. Die beiden Siegel von Xerxes I. gehören zu den ältesten der gefundenen Abdrücke.
Kemal Balkan vermutete 1959, dass die beiden Siegel im Zusammenhang mit dem persischen Feldzug gegen die Griechen stehen und in der Planung- und Vorbereitungszeit des Feldzugs benutzt wurden.
Deniz Kaptan meint dagegen, dass die Menge der Siegel nicht unbedingt ein Hinweis auf einen königlichen Brief-Verkehr gebe, da die Verwaltungsarchive von Persepolis gezeigt hätten, dass ein intensiver administrativer Verkehr auch mit königlichen Siegeln stattgefunden hat. Es ist überliefert, dass die Siegel weit über die Lebensspanne des Eigentümers benutzt wurden, die die zeitliche Festlegung von deren Benutzung zusätzlich erschweren. Es könne auch nicht nachgewiesen werden, dass zur Zeit des Feldzugs bereits eine Satrapie in Daskyleion existiert hat. Sie vermutet vielmehr, dass die Satrapie erst mit der Einsetzung von Artabazos I. installiert wurde, also nach dem Feldzug gegen die Griechen. Sie stützt ihre Annahme auf widersprüchlichen Aussagen in den achämenidischen Königsinschriften und den Völkerlisten des Herodot und zieht daraus den Schluss, dass seit der Eroberung Kleinasiens durch Kyros II. bis zum Rückzug des Xerxes I. von Griechenland der Nordwesten von Kleinasien durch Sardes verwaltet wurde. Erst danach sei das Zentrum in Daskyleion aufgebaut worden. Insgesamt decken alle Siegelabdrücke zusammengenommen einen Zeitraum von 475 bis 375 v. Chr. ab. Da es bekannt ist, dass die Satrapie von Daskyleion bis zur Eroberung Alexanders des Großen aktiv war, kann sogar angenommen werden, dass die Aufzeichnungen bis zur mazedonischen Invasion (ungefähr 330 v. Chr.) weitergeführt wurden. Weitere Archive wurden aber bisher nicht gefunden.
Im ganzen Achämenidenreich gab es lokale Administrationszentren, die ähnlich wie die Verwaltungsarchive von Persepolis funktionierten. Man vermutet stark, dass das Satrapen-Archiv von Daskyleion analog zu anderen Überlieferungen von Archiven aus Mesopotamien, Ägypten und Palästina alle Aktivitäten des Satrapen und seiner Beamten verzeichnet hat, seien es die Beantwortung von Petitionen, die Auslieferung und den Empfang von Gütern wie auch Zahlungen an Arbeiter und Arbeiterinnen. Es gibt keine gesicherten Hinweise darauf, dass die achämenidischen Könige Briefe mit eigenen königlichen Siegeln sanktionierten, obwohl sowohl Herodot als auch Thukydides davon berichten. Gewöhnlich hatten Büros von hohen Beamten die Autorität, im Namen des Königs Aufträge zu vergeben und mit dem Siegel deren Authentizität sicherzustellen.